# Tama jeziora Kattina
Tama jeziora Kattina (arab. سد بحيرة قطينة, Sudd Buḩayrat Qaţţīnah) − wzniesiona w czasach rzymskich zapora wodna na rzece Orontes w Syrii, dzięki spiętrzeniu wód istnieje jezioro Kattina. Położona blisko miasta Homs. Zapora powstała w 284 za czasów Dioklecjana. Obecnie jest pod kontrolą rządu Syrii.
Pojemność zapory wynosiła 90 milionów m³, co czyniło ją największym takim obiektem na Bliskim Wschodzie. Obecnie pojemność wynosi 200 milionów metrów sześciennych.